# Fabio Granata
Benedetto Fabio Granata (Caltanissetta, 17 aprile 1959) è un politico italiano.
È stato consigliere comunale di Siracusa, deputato all'Assemblea regionale siciliana, assessore e vicepresidente della Regione Siciliana e deputato alla Camera dal 29 aprile 2008 al 14 marzo 2013 eletto con Il Popolo della Libertà.

## Biografia
Avvocato penalista, all'età di vent'anni diventa consigliere comunale di Siracusa tra le liste del Movimento Sociale Italiano (MSI).
Nel 1984 diventa componente del Comitato centrale del MSI e nel 1989 vicesegretario nazionale del Fronte della Gioventù, l'organizzazione giovanile del partito, vicino alle posizioni terzomondiste di Pino Rauti.
Nel 1991 abbandona il Movimento Sociale Italiano, insieme ad altri dirigenti della corrente interna del partito di Beppe Niccolai, come Domenico Mennitti e Umberto Croppi, guardando con attenzione a La Rete di Leoluca Orlando, senza però aderirvi ufficialmente, per rientrare nel MSI nel 1994, durante i suoi ultimi anni.

### Deputato all'ARS
Nel marzo 1994, mentre è in carica come consigliere comunale, diventa deputato all'Assemblea regionale siciliana subentrando a Nicola Bono, eletto deputato alla Camera, nel collegio di Siracusa. Partecipa nel gennaio 1995 al congresso fondativo di AN a Fiuggi. Rieletto nel giugno 1996 all'ARS, diviene capogruppo di Alleanza Nazionale e presidente della Commissione regionale antimafia, dove promuove l'approvazione di un testo unico della legislazione antimafia.
Da capogruppo di AN è uno dei fautori del controribaltone che fece cadere la giunta del diessino Angelo Capodicasa nel 2000 e diviene vicepresidente della Regione Siciliana ed assessore ai beni culturali nella giunta guidata da Vincenzo Leanza. In quello stesso anno abbandona l'attività forense.
Rieletto nel 2001, con presidente Salvatore Cuffaro è ancora assessore ai Beni culturali e Pubblica istruzione fino al 2004 e poi, fino al 2006, diviene assessore al Turismo, Sport e Trasporti. In quegli anni costituisce la Soprintendenza del Mare e si adopera per bloccare le trivellazioni di ricerca petrolifera che erano state autorizzate nel Val di Noto, patrimonio dell'Umanità per l'UNESCO.
È uno dei cento membri del direttivo nazionale di Legambiente.
Alle elezioni regionali del 2006 Alleanza Nazionale non ottiene il seggio nel collegio di Siracusa e Granata, seppur il più votato della lista, non torna all'Assemblea. Dal luglio 2006 al febbraio 2008 è stato vicesindaco di Siracusa. In quel biennio è stato responsabile del Dipartimento politiche culturali di Alleanza Nazionale, nel quale fa parte dell'esecutivo politico del partito fino allo scioglimento.

### Deputato alla Camera
Alle elezioni politiche del 2008 viene eletto deputato alla Camera nella lista del Popolo della Libertà nel collegio Sicilia 2. È vicepresidente della Commissione parlamentare antimafia e, fino al 30 luglio 2010, capogruppo del PdL in Commissione Cultura, ricerca e istruzione. Nel marzo 2010 è nominato dal presidente della Regione siciliana, Raffaele Lombardo, vicepresidente di Cinesicilia, la società regionale che si occupa della promozione cinematografica, carica da cui si dimette quattro mesi dopo, il 28 luglio 2010.
Membro della Direzione nazionale del PdL, è uno degli esponenti di punta di Generazione Italia, associazione che fa riferimento a Gianfranco Fini.
Il 29 luglio 2010, con un documento approvato dall'Ufficio di presidenza del PdL, Fabio Granata e i suoi colleghi Italo Bocchino e Carmelo Briguglio sono stati deferiti ai probiviri per la loro vicinanza politica al presidente della Camera Gianfranco Fini. Di fatto questo provoca la costituzione del gruppo e poi del partito Futuro e Libertà, a cui Granata aderisce. Il 16 agosto scrive nel suo blog che lavorerà per la costruzione di un nuovo profilo culturale e politico della Destra italiana. Quella Destra che, per dirla con Montanelli, c'era prima di Berlusconi e ci sarà dopo di lui.
Il 29 settembre 2010, diversamente dagli altri parlamentari di Futuro e Libertà, ad eccezione di Mirko Tremaglia, non vota la fiducia al governo Berlusconi.
Dal 2011 al 2013 è stato vice-coordinatore nazionale di Futuro e Libertà per l'Italia.
Candidato alle elezioni politiche del 2013 nelle liste di Futuro e Libertà per l'Italia, non viene rieletto al Parlamento.

### Green Italia e DiventeràBellissima
Qualche mese dopo, avendo lasciato Futuro e Libertà per l'Italia, è uno dei fondatori del movimento politico ecologista Green Italia e ne diviene coordinatore nazionale.
Nell'aprile 2014 viene ufficialmente candidato, alle elezioni europee del 2014 come capolista di Verdi Europei - Green Italia nella circoscrizione Italia insulare. Ottiene 2.418 preferenze e non è eletto.
Nel 2015 aderisce al movimento DiventeràBellissima di Nello Musumeci, sostenendo la sua candidatura alle elezioni regionali in Sicilia del 2017.

### Assessore comunale di Siracusa
Alle elezioni amministrative del 2018 si candida come sindaco di Siracusa, sostenuto da DiventeràBellissima e la lista "Oltre #Siracusa 2018 - Fabio Granata Sindaco", ottenendo il 5,79% dei voti e non accedendo al ballottaggio, dove, oltre a non riuscire venire eletto consigliere comunale, decide di sostenere il candidato Francesco Italia, che viene eletto sindaco con il 52,99%. Successivamente viene nominato assessore alle politiche per la valorizzazione del territorio, cultura, legalità e trasparenza nella giunta comunale di Siracusa guidata da Italia.
Alle successive amministrative del 2023 sostiene la corsa da civico di Italia con la lista Oltre - Movimento per la Rigenerazione: il sindaco viene confermato ma la lista di Granata raccoglie solo il 3,36% senza eleggere alcun consigliere. Nonostante ciò Granata viene confermato assessore con deleghe a tutela e valorizzazione dei beni e delle attività culturali, UNESCO, Università, Sviluppo e valorizzazione del turismo, Legalità e trasparenza.

### Nascita di Indipendenza!
Il 25 novembre 2023 Granata partecipa alla fondazione di Indipendenza!, nuovo partito di Gianni Alemanno del quale era stato vice ai tempi del Fronte della Gioventù, venendo scelto come Responsabile del dipartimento cultura e legalità.

## Opere
- L'identità ritrovata. Viaggio nel Sud-Est, Sanfilippo, 2005
- L'Italia a chi la ama. Modello italiano e nuova cittadinanza (prefazione di Gianfranco Fini), Lombardi editore, 2010
- Meglio un giorno. La destra antimafia e la bandiera di Paolo Borsellino, Eclettica, 2015
- SudEst. La Sicilia sotto un altro cielo, Algra, 2016
- Patria. Idee oltre il '900, Eclettica, 2017
- La trattativa. La lotta alla mafia tra eroi e traditori, Algra, 2018
- Siciliano per cultura, Bonanno, 2020